# Vini TV
Vini TV SAT (anciennement Tahiti Nui Satellite ou TNS) est un bouquet de chaînes diffusées par satellite et couvrant l'ensemble du territoire polynésien jusqu’à l’archipel des îles Cook grâce à l'Intelsat 701. Filiale de l'OPT (Office des postes et télécommunications de Polynésie française) en Polynésie, TNS a été créée le 29 juin 2000. Elle propose 37 chaînes et 9 radios depuis décembre 2010. 
En 2010, TNS et Canal+ Overseas discutent pour un éventuel partenariat.
Depuis 2018, les chaînes du bouquet Vini TV SAT sont disponibles dans les offres Vinibox de l'opérateur.
Les chaînes TV SAT sont également disponibles dans les abonnements Vinibox. Dans ce cas précis, la technologie change, les chaînes ne passent plus par parabole mais par fibre optique (Télévision par Internet). De cette manière, il est également possible de faire du multi-écrans en passant par l’application Vini TV téléchargeable sur tablette. 

## Informations générales
- Abonnés TNS : 22 000
- Abonnés Canal +: 4 500
- Position satellite : 180.0°E IS-18. TNS possède 4 répéteurs.
- Équipement : Parabole 85 cm pour l'ensemble du territoire et 120 cm pour les Marquises.

## Historique
- Juin 2000 : lancement du bouquet avec 11 chaînes.
- En 2001 : 2e bouquet de 11 chaînes et 5 radios.
- En 2004 : l'arrivée de Canal+ Polynésie et Tempo Polynésie dans le bouquet polynésien.
- En 2006 : l'arrivée LCP et Public Sénat.
- En 2007 : Changement de fréquence pour la chaîne locale TNTV et des radios locales.
- En 2008 : L'arrivée de Discovery Channel, Animaux, National Geographic Channel, AB Moteurs et XXL
- En 2009 : Lancement du Décodeur numérique interactif. Ce nouveau décodeur est compatible SD/HD, MPEG/MPEG4, TNT, EPG, et interconnectable aux réseaux de l’OPT. Ce chef-d'œuvre de la technologie a été spécialement conçu conjointement par TNS et Thomson pour les besoins de la Polynésie.

- En 2010 : Lancement d'un nouveau site et le 30 novembre, l'arrivée des chaines de la TNT sur le satellite.
- En 2011 : Changement de satellite par IS18, l'arrivée Canal+ Sport et Tahiti Nui Satellite a changé la normalisation de la norme de diffusion audiovisuelle en MPEG4[2].
- En 2012 : TPS Star s'est arrêté le 4 avril 2012. L'arrivée de Canal+ Cinéma, les chaines d'Orange Cinema Séries, Dorcel TV, Disney Channel, Disney Cinemagic, Planète +, Planète+ No Limit, Sport+, FOX News, Paris Première, Nat Geo Wild et W9.  TCM, Animaux, Serie Club, Eurosport, Cartoon Network, CNN, RTL 9, AB Moteurs et XXL

- En 2014 : Création le 1er décembre de 7 nouvelles formules d’abonnement : Basic, Basic+, Essentiel, Essentiel+, Privilège, Privilège+, et enfin Elite. Et 3 options : Disney Cinéma, No Limit et Planète+ A&E. Arrivée de CANAL+ SERIES.Passage de la chaîne National Geographic Channel en HD.
- En 2015 : Lancement de la nouvelle offre Vinibox remplaçant les offres ManaBOX : Vinibox START jusqu’à 4 M ADSL, Vinibox MOVE jusqu’à 8 M ADSL avec le bouquet de base et services IPTV, Vinibox SPRINT Fibre jusqu’à 10 M avec le bouquet de base et services IPTV. Des Options TV en plus : MAX, CANAL+, Disney Cinema et No Limit.
- En 2018 :Le 1er janvier, remplacement des 2 chaînes beIN SPORTS par RMC Sport 1 et 2 + Arrêt de la chaîne SFR Sport 3 (anciennement MCS Extrême) + Modification du nom de la chaîne SFR Sport 5 en RMC Sport 4 (anciennement KOMBAT SPORT).En février, lancement d’une nouvelle offre Vinibox : RUN jusqu’à 10 M Fibre.Le 13 juin, rajout d’une Option beIN SPORTS (3 chaînes, en HD sur support Fibre).Le 15 juin, refonte du bouquet Vini TV SAT avec enrichissement des bouquets Basic, CANAL+ Basic et Essentiel. Et réduction de tarif pour les formules Privilège, Canal+ Privilège et Maxi Privilège. La location du décodeur est désormais incluse pour le 1er écran.En novembre, l’offre Vinibox MOVE subit une baisse tarifaire. Le 1er décembre, passage des chaînes TF1 et M6 en HD sur les offres Vinibox RUN et SPRINT.Le 18 décembre 2018, commercialisation des offres Vinibox dans les îles desservies par le câble Manatua.
- En 2019 : Le 1er février, 8 chaînes passent en HD dans les offres Vinibox RUN et SPRINT : W9, M6 Music, Téva, Paris Première, Infosport+, Voyage, RMC sport 1 et RMC sport 2. Le 1er mars, 4 chaînes supplémentaires passent en HD : National Geographic Wild, Discovery Channel, Ushuaïa TV et 6ter Le 9 avril, à l’occasion de la diffusion de l’ultime saison de GOT, OCS City passe aussi en HD.

## Chaînes
(+1h)* : Ces chaînes avance d'une heure (en plus des 12h de décalage par rapport à la France). Cela permet à l'opérateur de s’adapter au rythme de vie de ses abonnés et donc de profiter au mieux des programmes de la soirée.

### Canal+
- Canal+
- Canal+ Cinéma  (+1h)*
- Canal+ Sport (En direct)
- Canal + Séries  (+1h)*

### France Télévisions
- Polynésie 1re
- France 2
- France 3
- France 4
- France 5
- France Ô
- France 24

### Généralistes
- TF1 (+1h)*
- M6
- TNTV
- Arte
- Téva
- Paris Première
- C8 (+1h)*
- W9

### Cinéma / Séries
- OCS Géants (+1h)*
- OCS Max
- OCS City (Génération HBO)
- OCS Choc
- Ciné+ premier  (+1h)*

### Adulte
- Dorcel TV

### Information
- LCI (En direct)
- LCP/Sénat (En direct)
- BFMTV
- BFM Business

### Sport
- Infosport+ (En direct)
- RMC Sport 1 & 2(En direct)
- RMC Sport 4
- BeIn Sport 1, 2 & 3 (En direct)

### Jeunesse
- Cartoon Network (6-12 ans) (+1h)*
- Boomrang
- Disney Channel (8-14 ans) (+1h)*
- Disney Junior
- Nickelondeon
- Nickelondeon Junior
- Télétoon+ (6-12 ans) (+1h)*
- Piwi+ (+1h)*
- CANAL J (+1h)*
- Gulli (4-10 ans) (+1h)*

### Divertissement
- Comédie +  (+1h)*

### Musique
- M6 Music
- CSTAR
- MCM
- RFM TV
- Trace Urban
- Trace Latina
- MTV Hits
- NRJ Hits
- Melody

### Découverte
- Planète+ (+1h)*
- Planète+ A&E (+1h)*
- Nat Geo Wild  (+1h)*
- Discovery Channel (+1h)*
- National Geographic Channel HD  (+1h)*
- Voyage (+1h)*
- Ushaïa TV (+1h)*
- RMC découverte (+1h)*

### Internationale
- CNN (En direct)
- CGTN Français

## Radios
- Skyrock
- FIP
- Polynésie 1re
- Radio Maria No Te Hau
- Te Reo O Tefana
- France Inter
- France Culture
- France Info
- Mouv
- Europe 1
- Virgin Radio
- RFM
- RFI
- NRJ
- Nostalgie
- Rire & Chansons
- Cherie FM
- RTL
- Fun Radio
- RTL2
- Oui FM
- Ultra FM